# Кастелнуово ди Конца
Кастелнуово ди Конца је насеље у Италији у округу Салерно, региону Кампанија.
Према процени из 2011. у насељу је живело 966 становника. Насеље се налази на надморској висини од 641 м.

## Становништво
| 1951. | 1961. | 1971. | 1981. | 1991. | 2001. | 2011. |
| ----- | ----- | ----- | ----- | ----- | ----- | ----- |
| 1.408 | 1.336 | 1.036 | 1.014 | 1.159 | 966   | 641   |